# Амір Пнуелі
Амір Пнуелі (івр. אמיר פנואלי; англ. Amir Pnueli; нар.22 квітня 1941 — пом.2 листопада 2009)  — ізраїльський вчений-теоретик в галузі комп'ютерних наук, лауреат премії Тюрінга.

## Біографія
Амір Пнуелі народився в Нахалалі (Ізраїль) 22 квітня 1941 року. Вивчав математику в Техніоні (місто Хайфа) та захистив докторську дисертацію (на тему прикладної математики, «Вирішення проблем припливів у простих басейнах») у науково-дослідному інституті імені Вейцмана (місто Реховот) в 1967 році.
Під час роботи в Стенфодському університеті Пнуелі почав працювати в розділі інформатики, після чого повернувся в Ізраїль, де працював у департаменті прикладної математики в інституті імені Вейцмана. В 1973 році перейшов до Тель-Авівського університету (де заснував та очолював департамент комп'ютерних наук), після чого повернувся до інституту імені Вейцмана як професор. 1999 року Пнуелі приєднався до Нью-Йоркського університету (кафедра комп'ютерних наук).
1996 року отримав премію Тюрінга за свої внески у розвиток інформатики, зокрема за створення логіки лінійного часу LTL (англ. Linear Temporal Logic), яка використовується у сфері формальної верифікації комп'ютерних програм. Пнуелі також був лауреатом Премії Ізарїлю, членом асоціації обчислювальної техніки ACM (англ. Association for Computing Machinery) та іноземним членом національної академії наук США.
Помер в Мангеттені 2 листопада 2009 року від геморагічного інсульту. Був одружений, мав сина, двох доньок та чотирьох онуків.

## Наукові дослідження
У своїй науковій праці, Пнуелі переважно займався проблемами семантики та верифікації паралельних програм, темпоральною логікою, та перевіркою моделей. Також він працював над проблемами синтезу та веріфікації програм, гібридних систем та систем реального часу.

## Наукові публікації
- Pnueli, Amir. The temporal logic of programs, Foundations of Computer Science, pp. 46--57, 1977, ISSN 0272-5428. (IEEE URL, PDF) (англ.)
- Harel, David, and Pnueli, Amir. On the development of reactive systems. Springer, 1985. (PDF [Архівовано 23 грудня 2015 у Wayback Machine.]) (англ.)
- Pnueli, Amir, and Roni Rosner. On the synthesis of a reactive module. Proceedings of the 16th ACM SIGPLAN-SIGACT symposium on Principles of programming languages. ACM, 1989. (PDF [Архівовано 18 листопада 2015 у Wayback Machine.]) (англ.)
- Pnueli, Amir. The temporal semantics of concurrent programs. Theoretical computer science 13.1 (1981): 45-60. (URL [Архівовано 3 березня 2022 у Wayback Machine.]) (англ.)
- Maler, Oded, and Manna, Zohar, and Pnueli, Amir. From timed to hybrid systems. Real-time: theory in practice. Springer, 1992. (PDF [Архівовано 7 березня 2016 у Wayback Machine.]) (англ.)
- Piterman, Nir, and Pnueli, Amir, and Sa'ar, Yaniv. Synthesis of reactive (1) designs. Verification, Model Checking, and Abstract Interpretation. Springer, 2006. (PDF [Архівовано 23 вересня 2015 у Wayback Machine.]) (англ.)

### Підручники
- Manna, Zohar, and Pnueli, Amir. The temporal logic of reactive and concurrent systems: Specification. Springer-Verlag, 1991. (англ.)
- Manna, Zohar, and Pnueli, Amir. Temporal verification of reactive systems: Safety. Springer-Verlag, 1995. (англ.)